# Архитектура Донецка

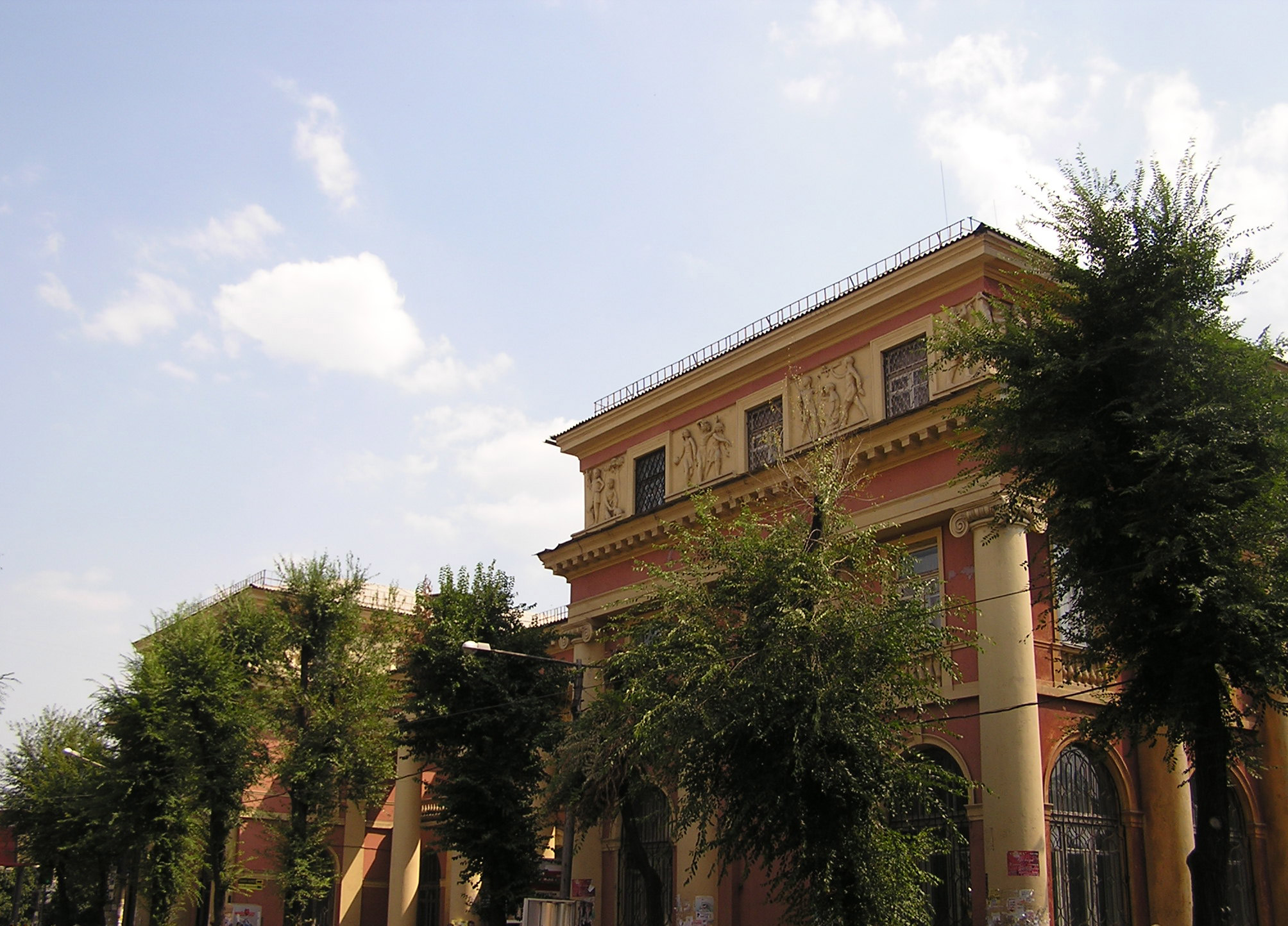
Дворец пионеров

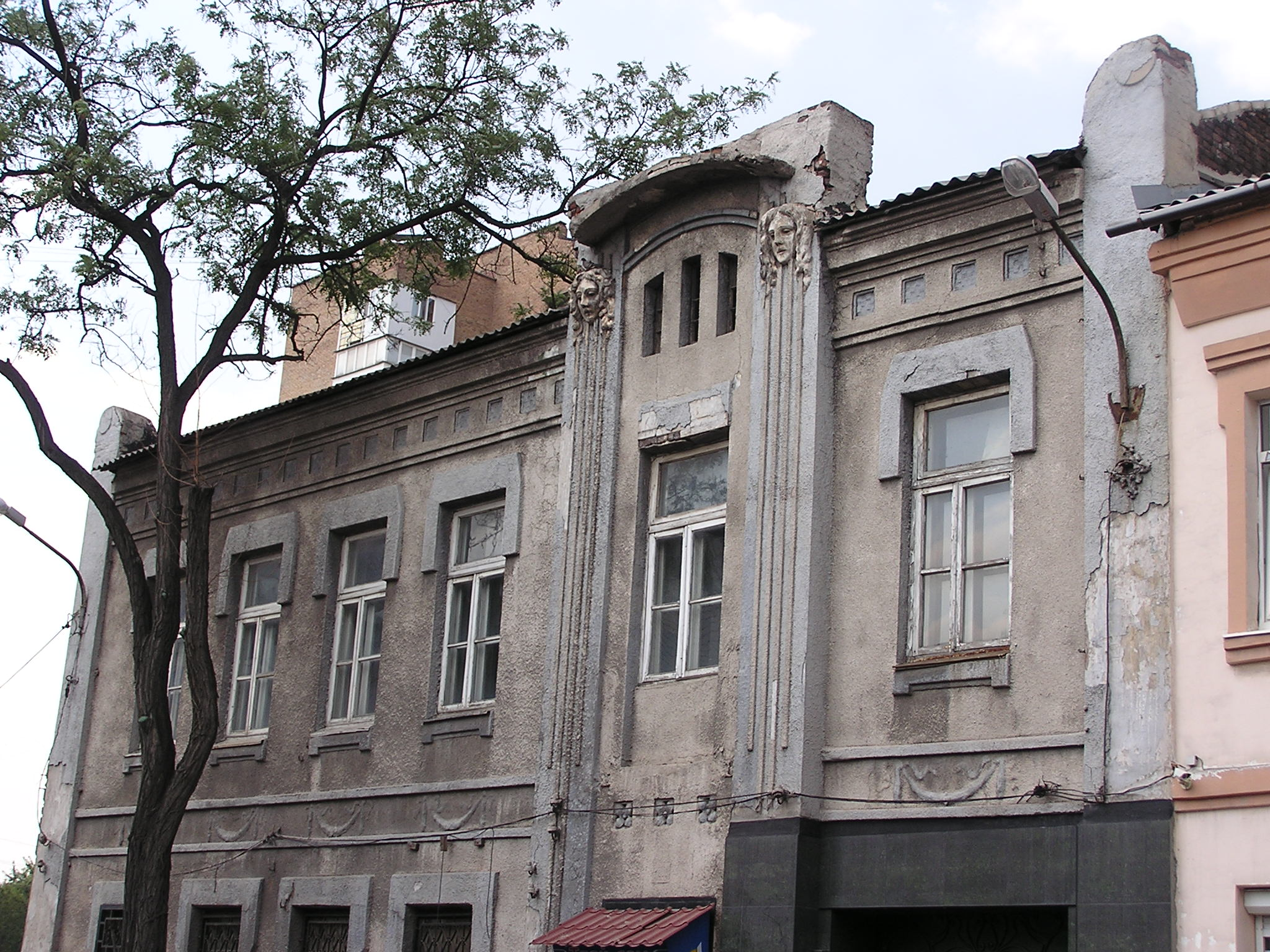

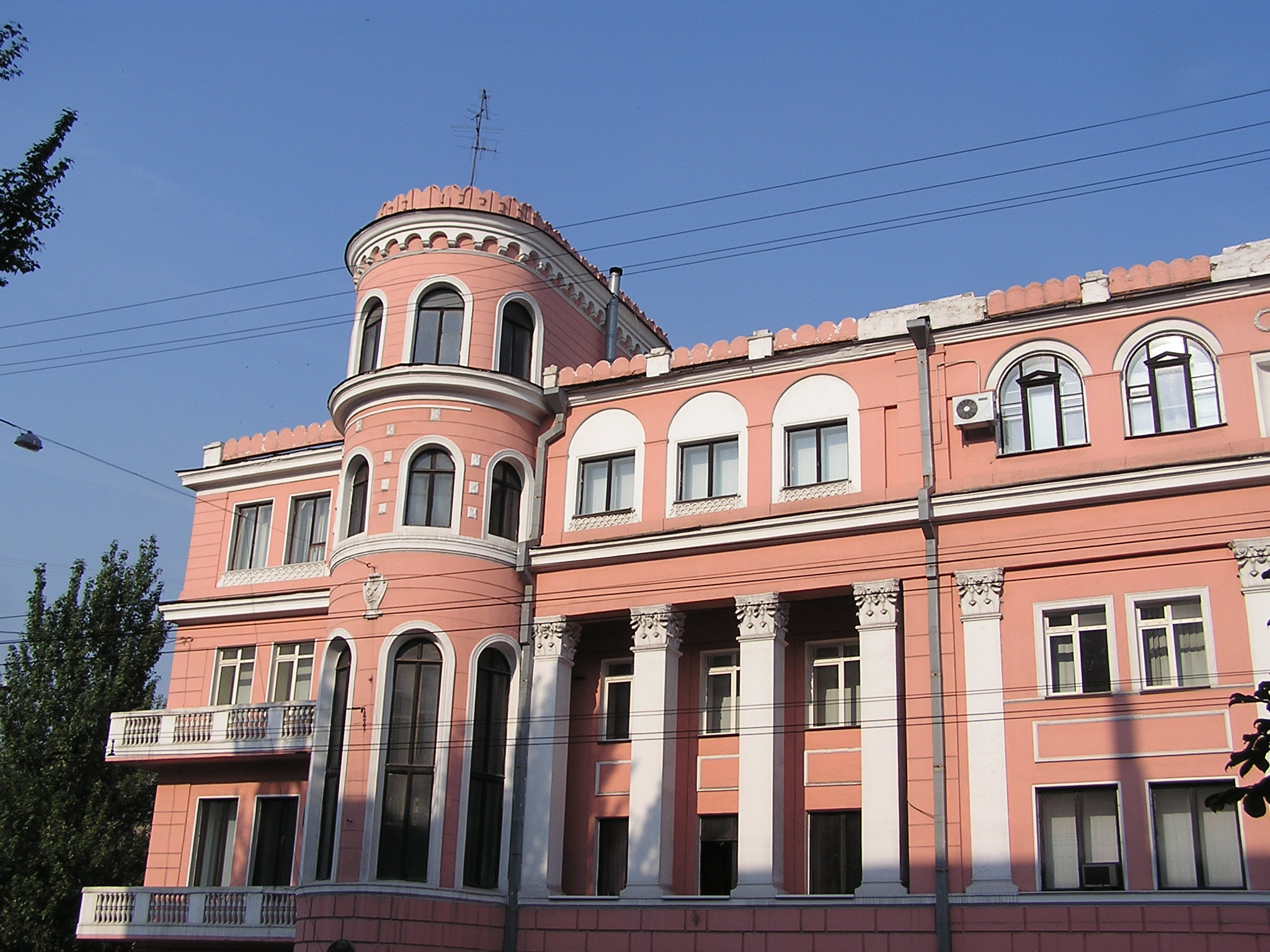
Артёма, 60

## Архитектура XIX века
Юзовка делилась на южную и северную части. В южной части размещались заводы, депо, телеграф, больница и школа. Недалеко от заводов располагалась «Английская колония» в которой жили управляющие и инженеры. После строительства резиденции Джона Юза и комплекса домов для иностранных специалистов её постройки формировались в английском стиле. В них использовались прямоугольные трёхступенчатые фронтоны на четырёхскатных крышах зелёного цвета, большие окна с белым обрамлением, которые занимали значительную часть кирпичной стены дома, остеклённые веранды. В этой части Юзовки улицы были мощёные и с тротуарами. Большое влияние на формирование архитектурного стиля оказал официальный архитектор Новороссийского общества Молдингауэр. Сохранившиеся дома этой части города — дом Джона Юза (1891, сохранился не полностью), дом Нестерова (1889), дом братьев Рутченко, школа для детей английской администрации юзовского металлургического завода (1877—1879).
В северной части Юзовки («Новом Свете») жили торговцы, ремесленники и чиновники. Здесь находился базар с трактирами, полицейским управлением и Спасо-Преображенским собором. Центральная улица «Нового Света» и прилегающие к ней улицы застраивались 1-2-этажными жилыми домами, магазинами, ресторанами, гостиницами, конторами и банками. Одно из сохранившихся зданий этой части города — здание гостиницы «Великобритания» (1891).
Рабочие жили вблизи заводов и шахт в казармах и балаганах, построенных администрациями заводов, а также в небольших землянках («каютах») и саманных «мазанках», построенных самостоятельно.

## Архитектура XX века
Первый проект генерального плана Донецка разработан в 1932 году в Одесском филиале Гипрограда под руководством архитектора П. Головченко. В 1937 году проект был частично переработан. Эти проекты были первыми в истории Донецка градостроительными документами, регулирующими строительство.
Во время Великой Отечественной войны здания города сильно пострадали. Было разрушено более 3700 жилых домов а также другие здания. В центре города уцелели здания оперного театра и кинотеатра имени Шевченко. Коммунальные сооружения стали непригодны для дальнейшего использования. В 1945 году институтом «Гипроград» была составлена схема развития центральных районов Донецка. В разработке принимали участие Н. И. Порхунов, А. Д. Кузнецов, Б. В. Дабановский, Г. И. Навроцкий, Л. С. Барабаш, Г. А. Благодатный и другие. Старые постройки были демонтированы. Из центра города убрали кирпичный завод, товарную станцию, строительные базы, склады, железнодорожную ветку, трамвайный парк.
Большое количество зданий во второй половине XX века построено по проектам архитектора Вигдергауза Павла Исааковича, которому в 1978 году в составе творческого коллектива присуждена Государственная премия СССР за ландшафтную архитектуру города Донецка.

## Архитектура XXI века
В 2007 году при строительстве торгово-развлекательного центра был разрушен купеческий особняк конца XIX — начала XX века, памятник истории и архитектуры.
В 2010 году девелопервской компанией «Дирекция административных зданий» был введён в эксплуатацию Клубный Дом Гауди.

## Список зданий
- 1879 — школа для детей английской администрации юзовского металлургического завода.
- 1889 — дом Нестерова.
- 1891 — гостиница «Великобритания».
- 1891 — дом Джона Юза.
- 1903 — здание братской школы.
- 1903 — дом Кроля.
- 1905 — дом Горелика.
- 1909 — здание коммерческого училища.
- 1915 — Дворец культуры пос. Чулковка (разрушен в 2007 году).
- 1927 — Дворец культуры имени Франко.
- 1929 — Политехнический институт.
- 1930-е — здание Юзовского отделения Петербургского международного коммерческого банка (здание дворца пионеров).
- 1932 — Государственный музыкально-педагогический институт.
- 1936 — Областная библиотека имени Крупской.
- 1941 — Государственный театр оперы и балета.
- 1953 — Дворец спорта «Шахтёр».
- 1956 — Гостиница «Украина» — заслуженный архитектор УССР Страшнов А. П.
- 1957 — Крытый рынок.
- 2000 — Рождественский храм — архитектор Павел Вигдергауз
- 2002 — Александро-Невский храм — архитектор Анна Яблонская
- 2003 — Храм Святителя Игнатия Мариупольского.
- 2006 — Свято-Преображенский кафедральный собор.
- дом братьев Рутченко
- Греко-католический собор.
- Мечеть.
- Покровский собор.
- Свято-Воскресенский храм — построен по проекту Виктора Романчикова и Сергея Ильина
- Свято-Николаевский кафедральный собор.
- Храм Иоана-воина.
- Храм Почаевской Иконы Божией Матери.
- Часовня Святой Варвары.